# Kenyon College

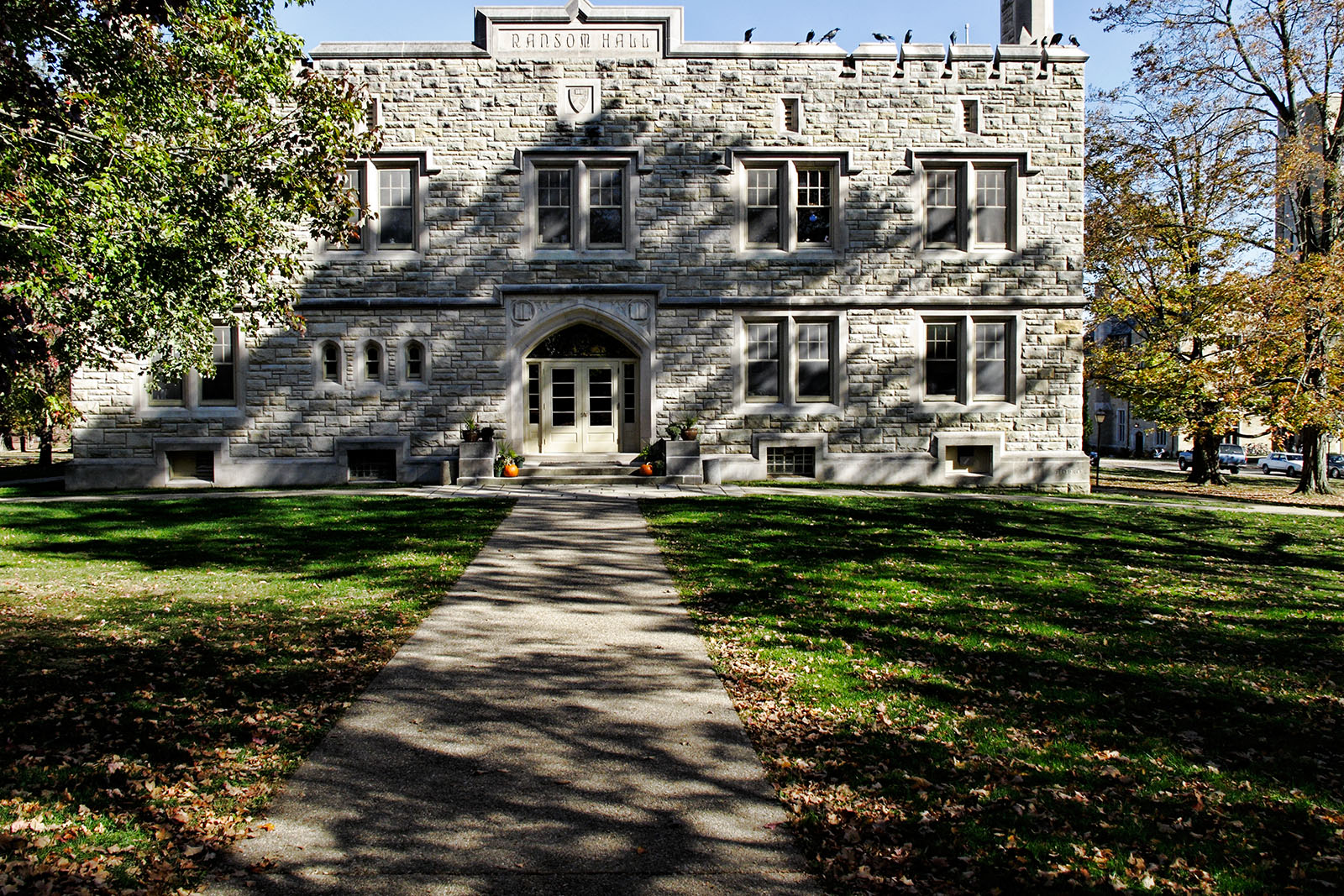
Ransom Hall

Kenyon College, college i Gambier, Ohio, USA. Grundat 1824.
Flera berömda personer har studerat vid Kenyon College. Bland andra Sveriges tidigare statsminister Olof Palme, USA:s högsta domstols före detta chefsdomare William Rehnquist USA:s före detta president Rutherford B. Hayes, och Bill Watterson.